# Kishinouyeum breve
Kishinouyeum breve es una especie de mantis de la familia Mantidae.

## Distribución geográfica
Se encuentra en Yunnan (China).